# Eunidia mediosignata
Eunidia mediosignata är en skalbaggsart som beskrevs av Stefan von Breuning 1939. Eunidia mediosignata ingår i släktet Eunidia och familjen långhorningar. Inga underarter finns listade i Catalogue of Life.